# Ga văn phòng Mapo-gu
Ga văn phòng Mapo-gu (Tiếng Hàn: 마포구청역, Hanja: 麻浦區廳驛) là ga tàu điện ngầm trên Tàu điện ngầm Seoul tuyến 6 ở Seongsan-dong, Mapo-gu, Seoul. Văn phòng Mapo-gu ở gần đó. Nó cũng đóng vai trò là điểm trung chuyển xe buýt đến Sân bay Quốc tế Incheon, Gangseo-gu, Yangcheon-gu và Bucheon-si. Suối Hongjecheon đi qua trạm này.

## Lịch sử
- 15 tháng 12 năm 2000: Bắt đầu kinh doanh với việc khai trương đoạn Eungam ~ Sangwolgok của Tàu điện ngầm Seoul tuyến 6
- Năm 2002: Lối ra 1, 2 và 4 mới được xây dựng.

## Bố trí ga
| Sân vận động World Cup ↑ |
| \| W/B                   |
| ↓ Mangwon                |

| Hướng Tây  | ● Tuyến 6 | ← Hướng đi Sân vận động World Cup · Digital Media City · Bulgwang · Eungam |
| Hướng Đông | ● Tuyến 6 | → Hướng đi Hapjeong · Công viên Hyochang · Samgakji · Sinnae →             |

## Xung quanh nhà ga
| Lối ra \| 나가는 곳 \| Exit \| 出口 | Lối ra \| 나가는 곳 \| Exit \| 出口 |
| ----------------------------------- | --- |
| Lối ra 1, 2, 8                      | |
| 1                                   | Văn phòng Mapo-gu/Ủy hội Mapo-gu Trung tâm Y tế Công cộng Mapo-gu Sân vận động World Cup Seoul Cơ quan An toàn Giao thông Vận tải Hàn Quốc Chi nhánh Seoul (Trung tâm Kiểm định Ô tô Seongsan) Căn hộ thành phố Seongsan (Daewoo, Sunkyung, Yuwon) Trung tâm An toàn Seongsan 119 Trung tâm cộng đồng Seongsan 2-dong Bưu điện Seongsan 2-dong Trường tiểu học Seoul Seongwon Tổng công ty vận tải Seoul Seongsan Annex Khu vực World Cup |
| 2                                   | Seongsan 2-dong |
| 8                                   | Trung tâm phúc lợi xã hội Seongsan của Đại học Nữ sinh Ewha Chợ nông sản và hải sản Mapo Công viên World Cup Công ty quản lý cơ sở Mapo-gu |
| Lối ra 3~7                          | |
| 3                                   | Trường trung học cơ sở Seongseo Trung tâm cộng đồng Seongsan 1-dong Trung tâm khởi nghiệp thanh niên Gangbuk Thư viện trung tâm Mapo |
| 4                                   | Seongsan 1-dong Trường tiểu học Seongseong |
| 5                                   | Trung tâm An toàn công cộng Mangwon 2 Chợ Mangwon-dong World Cup |
| 6                                   | Trường tiểu học Mangwon Trường tiểu học Donggyo Trung tâm cộng đồng Mangwon 2-dong Không gian giao lưu tuổi trẻ |
| 7                                   | Seongsan-ro Hướng tới Công viên công dân Hangang (Khu vực Mangwon, Nanji) Cầu Seongsan Hướng Bucheon |